# Luc Van Gastel
Pour les articles homonymes, voir Van Gastel.
Luc Jan Frans Van Gastel, né à Anvers le 20 mars 1926 et mort le 10 novembre 2023 à Malle, est un ancien journaliste et éditeur belge, connu pour ses années au journal De Standaard.

## Biographie
Van Gastel étudie à l'École des journalistes. Il commence comme éditeur au Het Handelsblad en 1949. Il passe à De Standaard, où il occupe divers postes. Le 20 mars 1975, il est nommé rédacteur en chef journalistique, rejoignant Manu Ruys comme rédacteur en chef politique à ce titre. Après la faillite de De Standaard NV le 22 juin 1976, Lode Bostoen lui succède,.
Il publie deux livres de voyage :
- (avec Jan Brusselaers) De vuurdans van Iamilee. Verhaal van een 30-daagse reis doorheen Europa, Azië en Afrika, 1957.
- Tot Sjiva moe wordt, 1959.

## Sources, notes et références
1. ↑  (nl) « Luc Van Gastel | In gedachten », sur www.ingedachten.be (consulté le 21 novembre 2023)
2. ↑  « Er is een fout opgetreden. | KBO Public Search », sur kbopub.economie.fgov.be (consulté le 19 avril 2020)
3. ↑  « Een "STANDAARD" in Vlaanderen? Vlaams-Katholieke krant op zoek naar kwaliteit en politieke invloed 1947-1976. (Karel Van Nieuwenhuyse). », sur www.ethesis.net (consulté le 19 avril 2020)